# Гусево (Томская область)
Гусево — село в Шегарском районе Томской области России. Является административным центром Северного сельского поселения.

## География
Село находится в южной части Томской области, к западу от реки Обь, на расстоянии примерно 33 километров (по прямой) к северо-северо-западу (NNW) от села Мельниково, административного центра района. Абсолютная высота — 103 метра над уровнем моря.

## История
Село было основано в середине XIX века выходцами из Вятской губернии, носившими фамилию Гусевы. По указанию старожилов первым поселенцем был Калистрат Минеевич Гусев, приехавший сюда в 1885 году.
В 1910 году в Гусеве была возведена церковь. В «Списке населенных мест Томской Губернии на 1911 год» населённый пункт упомянут как деревня Гусева Томского уезда при реке Падун, расположенная в 129 верстах от губернского города Томска. В деревне имелось 67 дворов и проживало 335 человек (170 мужчин и 165 женщин). Функционировали две торговые лавки. В 1920 году в селе, относящемуся в тот период времени к Володинскому сельскому обществу Монастырской волости, насчитывалось 82 двора и проживало 414 человек.
В 1926 году состояло из 99 хозяйств, основное население — русские. Центр Гусевского сельсовета Кривошеинского района Томского округа Сибирского края.
В период коллективизации, в 1931 году, в селе был образован колхоз «Молот», работниками которого были Герои Социалистического Труда Н. П. Волынкин и В. А. Грязев.

## Население
| 1926 | 2002 | 2010 | 2012 | 2013 | 2014 | 2015 |
| ---- | ---- | ---- | ---- | ---- | ---- | ---- |
| 430  | ↗580 | ↘521 | ↘507 | ↘498 | ↘482 | ↘465 |
| 2021 |      |      |      |      |      |      |
| ↘421 |      |      |      |      |      |      |

Гендерный состав
По данным Всероссийской переписи населения 2010 года в гендерной структуре населения мужчины составляли 45,11 %, женщины — соответственно 54,89 %.
Национальный состав
Согласно результатам переписи 2002 года, в национальной структуре населения русские составляли 95 %.

## Инфраструктура
В селе функционируют средняя общеобразовательная школа, дом культуры, библиотека, отделение общей врачебной практики и отделение Почты России.

## Улицы
Уличная сеть села состоит из 10 улиц.